# Bourg-lès-Valence
Bourg-lès-Valence este o comună în departamentul Drôme din sud-estul Franței. În 2009 avea o populație de 18.640 de locuitori.

## Evoluția populației
| An        | 1975   | 1982   | 1990   | 1999   | 2006   | 2009   |
| --------- | ------ | ------ | ------ | ------ | ------ | ------ |
| Populație | 15.616 | 16.033 | 18.230 | 18.347 | 18.420 | 18.640 |